# Shag (fleuve)
Pour les articles homonymes, voir Shag.
Le fleuve Shag (Waihemo) (en anglais : Shag River) est  un cours d’eau situé dans la région d’ Otago dans l’Île du Sud de la Nouvelle-Zélande.

## Géographie
Il prend naissance dans la chaîne de Kakanui (en), s’écoulant vers le sud-est sur 50 km avant  d’atteindre l’océan Pacifique près de la ville de Palmerston.  Le chemin de fer de la branche de Dunback (en), qui fonctionna de 1880 à 1989 suivait largement le trajet de la rivière, de sa jonction avec la ligne principale du sud (en) dans Palmerston jusqu’à son terminus dans la ville de Dunback.